# Vlag van Sint-Gillis
De vlag van Sint-Gillis is de gemeentelijke vlag van de Brusselse gemeente Sint-Gillis. De beschrijving luidt:
Twee even lange banen van blauw en van geel.
De kleuren van de vlag komen uit het gemeentewapen.
Deze gemeentevlag is identiek aan de vlaggen van Anderlecht, Jette en Sint-Jans-Molenbeek.

Vlag van Anderlecht
Vlag van Jette
Vlag van Sint-Jans-Molenbeek